# Mike Bamber (cầu thủ bóng đá)
Mike Bamber (sinh ngày 1 tháng 10 năm 1980) là một cầu thủ bóng đá người Anh thi đấu ở Football League cho Macclesfield Town.